# Ramnagar (Barabanki)
Ramnagar è una suddivisione dell'India, classificata come nagar panchayat, di 12.416 abitanti, situata nel distretto di Barabanki, nello stato federato dell'Uttar Pradesh.